# Julius Wilbrand
Julius Bernhard Friedrich Adolph Wilbrand (22 tháng 8 năm 1839 – 22 tháng 6 năm 1906) là một nhà hóa học người Đức, sinh ở Gießen. Ông phát minh ra Trinitrotoluene (TNT) vào năm 1863, nhưng việc dùng TNT như chất nổ chỉ được phát triển sau này. Wilbrand tạo ra trinitrotoluene bằng cách thêm nhóm nitro vào toluene.